# Bälinge (Uppsala)
Bälinge is een plaats in de gemeente Uppsala in het landschap Uppland en de provincie Uppsala län in Zweden. De plaats heeft 2166 inwoners (2005) en een oppervlakte van 123 hectare.

## Geboren
- Britta Norgren (1983), langlaufster